# リストラの宴
「リストラの宴」（りすとらのうたげ）は､春風亭昇太による新作落語の演目｡

## あらすじ
部下と飲みに行っても絶対におごらないほどケチで有名な部長から、ある日2人だけで食事をしようと誘われ、男は有頂天で帰宅する。すると妻に「それは近々あなたがリストラされるかもしれないから、その前の部長からのせめてもの餞別よ!!」と言われる。そして､最悪の事態だけは避けなければならないと妻が最近雑誌で読んだという「リストラされにくいタイプ」をメモに箇条書きし、書かれていることを参考にしながら食事してくるように妻に助言される。男が店に入る前にメモを確認してみると、その内容は「扶養家族が多い」「受験を控えた子供がいる」「学歴を鼻にかけない」「時々口答えをする」「人事部の人と仲良くする」といったものであった。
　さて、男がレストランに入り、いよいよ部長との会話が始まるのだが、項目を無理矢理満たそうと、3年前に他界した父親を生き返らせたり、結婚2年目で大学受験を控えた子供がいる、といったあまりにも強引な嘘を並べ、極めつけには自分は大学どころか小学校にもろくに行ってないとまで言い放ったため、当然部長との会話は弾まない。そうこうしているうちに料理が運ばれてきたのだが、ここで男は口答えするのを忘れていることに気づき、部長から調味料を取るように頼まれても断固として断ったため、部長の機嫌はますます悪くなる。と、ここで部長から、実は今度人事部に移ることを聞かされたため、途端に男はヨイショを始め、部長のステーキに醤油やソースをかけまくってビショビショにしてしまい、これにキレた部長はとうとう帰ってしまう｡
　そんな調子で怒って帰宅した部長だが、この話を聞いた部長の奥さんはカンカンに怒り、今朝部長に渡したメモをもう一度読むよう言う。すると部長は「部下と上手くいかない上司はリストラの対象です。」とメモを読むのであった｡